# Masters Tournament
The Masters Tournament, także The Masters, lub The U.S. Masters – jeden z czterech największych turniejów golfowych mężczyzn (obok U.S. Open, The Open Championship oraz PGA Championship), zaliczanych do Wielkiego Szlema. Odbywa się jako pierwszy w sezonie w pierwszym pełnym tygodniu kwietnia. Jest rozgrywany raz w roku w tym samym miejscu – na polach golfowych Augusta National Golf Club (jest to prywatny klub golfowy w Augusta, USA).
Masters powstał dzięki inicjatywie Clifforda Robertsa i Bobby’ego Jonesa, którzy współprojektowali Augusta National wraz z architektem pól golfowych Alisterem MacKenzie. Turniej jest wliczany do klasyfikacji przez PGA Tour, PGA European Tour i Japan Golf Tour. Liczba zawodników jest mniejsza, w porównaniu z innymi głównymi turniejami, ponieważ jest to wydarzenie na zaproszenie, organizowane przez Augusta National Golf Club.
Turniej cechuje się wieloma tradycjami.  Od 1949 roku zielona kurtka jest przyznawana mistrzowi, który musi ją zwrócić do klubu rok po zwycięstwie, choć pozostaje ona jego osobistą własnością i jest przechowywana wraz z kurtkami innych mistrzów w specjalnie wyznaczonej szatni. Champions dinner, zainaugurowany przez Bena Hogana, odbywa się we wtorek przed turniejem i jest otwarty jedynie dla zwycięzców, a także dla niektórych członków zarządu Augusta National Golf Club. Począwszy od 1963 legendarni golfiści, zazwyczaj zawodnicy z wcześniejszych edycji, podczas trwania pierwszego poranka zawodów, wykonują uderzenie początkowe. W ciągu ostatnich lat byli nimi m.in.: Sam Snead, Byron Nelson czy Arnold Palmer.
Masters Tournament najwięcej razy wygrywał Jack Nicklaus – dokonał tego sześciokrotnie, między 1963 a 1986 rokiem. Inni wielokrotni zwycięzcy to Tiger Woods, który wygrywał turniej pięciokrotnie oraz Arnold Palmer, który triumfował czterokrotnie. Pierwszym zwycięzcą spoza USA został Gary Player z RPA w roku 1961.

## Forma turnieju
Masters Tournament jest pierwszym w roku kalendarzowym turniejem golfowym spośród czterech głównych imprez podobnej klasy. Od roku 1940 rozgrywa się go w ten sposób, by ostatnia runda odbywała się w drugą niedzielę kwietnia. Z tego powodu, że startuje tu najmniej zawodników (w porównaniu z innymi turniejami głównymi), konkurenci grają trójkami przez 36 dołków (pierwsze dwa dni). Po tej liczbie dołków stawka graczy zostaje zredukowana. Do dalszego etapu przechodzą zawodnicy, którzy zmieścili się w obrębie premiowanych kategorii. Zasady te obowiązują od turnieju, który miał miejsce w 1961.

## Zwycięzcy
Pierwszym zwycięzcą Masters Tournament był Horton Smith. Dokonał tego w 1934 roku (powtórzył zwycięstwo w 1936). W obecnej edycji (2023) triumfował Jon Rahm.
Zawodnikiem, który wygrał turniej najwięcej, sześć razy, był Jack Nicklaus.

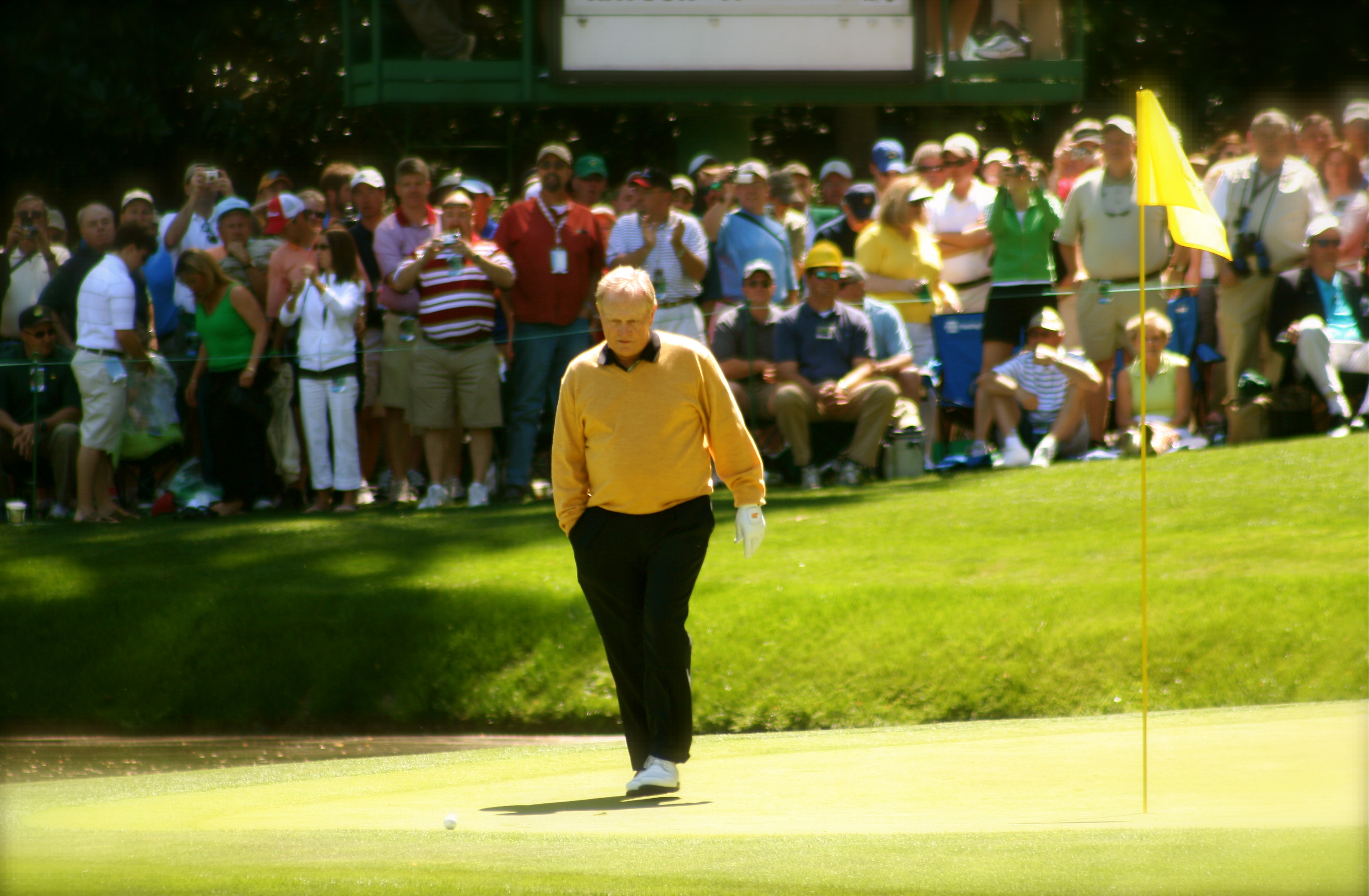
Jack Nicklaus w Masters Tournament 2006

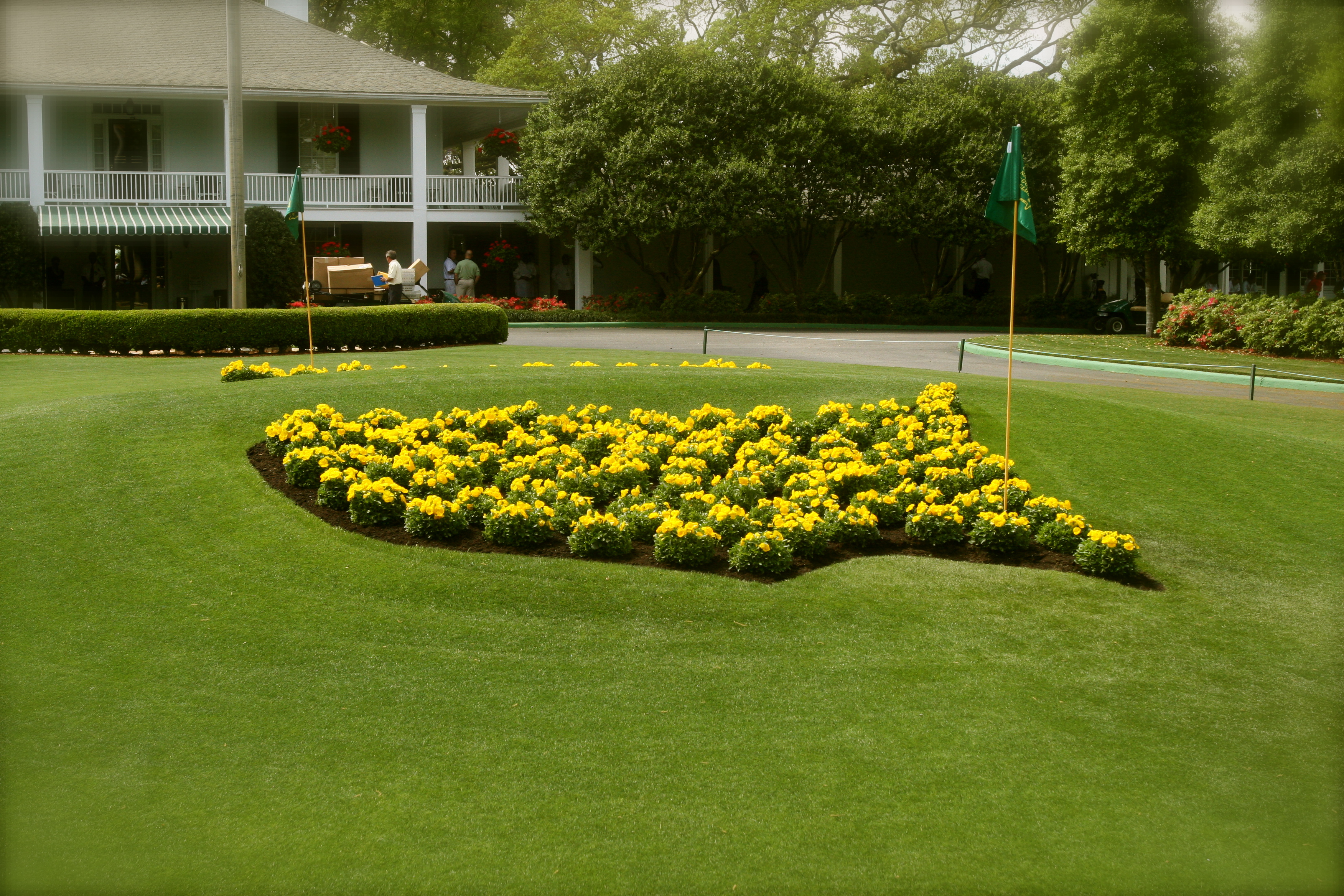
Kompozycja kwiatów ułożonych w logo

| Rok                                                        | Zwycięzca               | Kraj                  | Do par | Różnica     |
| ---------------------------------------------------------- | ----------------------- | --------------------- | ------ | ----------- |
| 2024                                                       | Scottie Scheffler (2)   | Stany Zjednoczone     | –11    | 4           |
| 2023                                                       | Jon Rahm                | Hiszpania             | −12    | 4           |
| 2022                                                       | Scottie Scheffler       | Stany Zjednoczone     | −10    | 3           |
| 2021                                                       | Hideki Matsuyama        | Japonia               | −10    | 1           |
| 2020                                                       | Dustin Johnson          | Stany Zjednoczone     | -20    | 5           |
| 2019                                                       | Tiger Woods (5)         | Stany Zjednoczone     | -13    | 1           |
| 2018                                                       | Patrick Reed            | Stany Zjednoczone     | -15    | 1           |
| 2017                                                       | Sergio García           | Hiszpania             | -9     | Playoff (2) |
| 2016                                                       | Danny Willett           | Anglia                | -5     | 3           |
| 2015                                                       | Jordan Spieth           | Stany Zjednoczone     | -18    | 4           |
| 2014                                                       | Bubba Watson (2)        | Stany Zjednoczone     | -8     | 3           |
| 2013                                                       | Adam Scott              | Australia             | -9     | Playoff (2) |
| 2012                                                       | Bubba Watson            | Stany Zjednoczone     | -10    | Playoff (2) |
| 2011                                                       | Charl Schwartzel        | Południowa Afryka     | -14    | 2           |
| 2010                                                       | Phil Mickelson (3)      | Stany Zjednoczone     | -16    | 4           |
| 2009                                                       | Ángel Cabrera           | Argentyna             | -12    | Playoff (3) |
| 2008                                                       | Trevor Immelman         | Południowa Afryka     | -8     | 3           |
| 2007                                                       | Zach Johnson            | Stany Zjednoczone     | +1     | 2           |
| 2006                                                       | Phil Mickelson (2)      | Stany Zjednoczone     | -7     | 2           |
| 2005                                                       | Tiger Woods (4)         | Stany Zjednoczone     | -12    | Playoff (2) |
| 2004                                                       | Phil Mickelson          | Stany Zjednoczone     | -9     | 1           |
| 2003                                                       | Mike Weir               | Kanada                | -7     | Playoff (2) |
| 2002                                                       | Tiger Woods (3)         | Stany Zjednoczone     | -12    | 3           |
| 2001                                                       | Tiger Woods (2)         | Stany Zjednoczone     | -16    | 2           |
| 2000                                                       | Vijay Singh             | Fidżi                 | -10    | 3           |
| 1999                                                       | José María Olazábal (2) | Hiszpania             | -8     | 2           |
| 1998                                                       | Mark O’Meara            | Stany Zjednoczone     | -9     | 1           |
| 1997                                                       | Tiger Woods             | Stany Zjednoczone     | -18    | 12          |
| 1996                                                       | Nick Faldo (3)          | Anglia                | -12    | 5           |
| 1995                                                       | Ben Crenshaw (2)        | Stany Zjednoczone     | -14    | 1           |
| 1994                                                       | José María Olazábal     | Hiszpania             | -9     | 2           |
| 1993                                                       | Bernhard Langer (2)     | Niemcy                | -11    | 4           |
| 1992                                                       | Fred Couples            | Stany Zjednoczone     | -13    | 2           |
| 1991                                                       | Ian Woosnam             | Walia                 | -11    | 1           |
| 1990                                                       | Nick Faldo (2)          | Anglia                | -10    | Playoff (2) |
| 1989                                                       | Nick Faldo              | Anglia                | -5     | Playoff (2) |
| 1988                                                       | Sandy Lyle              | Szkocja               | -7     | 1           |
| 1987                                                       | Larry Mize              | Stany Zjednoczone     | -3     | Playoff (3) |
| 1986                                                       | Jack Nicklaus (6)       | Stany Zjednoczone     | -9     | 1           |
| 1985                                                       | Bernhard Langer         | Niemcy                | -6     | 2           |
| 1984                                                       | Ben Crenshaw            | Stany Zjednoczone     | -11    | 2           |
| 1983                                                       | Seve Ballesteros (2)    | Hiszpania             | -8     | 4           |
| 1982                                                       | Craig Stadler           | Stany Zjednoczone     | -4     | Playoff (2) |
| 1981                                                       | Tom Watson (2)          | Stany Zjednoczone     | -8     | 2           |
| 1980                                                       | Seve Ballesteros        | Hiszpania             | -13    | 4           |
| 1979                                                       | Fuzzy Zoeller           | Stany Zjednoczone     | -8     | Playoff (3) |
| 1978                                                       | Gary Player (3)         | Południowa Afryka     | -11    | 1           |
| 1977                                                       | Tom Watson              | Stany Zjednoczone     | -12    | 2           |
| 1976                                                       | Raymond Floyd           | Stany Zjednoczone     | -17    | 8           |
| 1975                                                       | Jack Nicklaus (5)       | Stany Zjednoczone     | -12    | 1           |
| 1974                                                       | Gary Player (2)         | Południowa Afryka     | -10    | 2           |
| 1973                                                       | Tommy Aaron             | Stany Zjednoczone     | -5     | 1           |
| 1972                                                       | Jack Nicklaus (4)       | Stany Zjednoczone     | -2     | 3           |
| 1971                                                       | Charles Coody           | Stany Zjednoczone     | -9     | 2           |
| 1970                                                       | Billy Casper            | Stany Zjednoczone     | -9     | Playoff (2) |
| 1969                                                       | George Archer           | Stany Zjednoczone     | -7     | 1           |
| 1968                                                       | Bob Goalby              | Stany Zjednoczone     | -11    | 1           |
| 1967                                                       | Gay Brewer              | Stany Zjednoczone     | -8     | 1           |
| 1966                                                       | Jack Nicklaus (3)       | Stany Zjednoczone     | E      | Playoff (3) |
| 1965                                                       | Jack Nicklaus (2)       | Stany Zjednoczone     | -17    | 9           |
| 1964                                                       | Arnold Palmer (4)       | Stany Zjednoczone (4) | -12    | 6           |
| 1963                                                       | Jack Nicklaus           | Stany Zjednoczone     | -2     | 1           |
| 1962                                                       | Arnold Palmer (3)       | Stany Zjednoczone     | -8     | Playoff (3) |
| 1961                                                       | Gary Player             | Południowa Afryka     | -8     | 1           |
| 1960                                                       | Arnold Palmer (2)       | Stany Zjednoczone     | -6     | 1           |
| 1959                                                       | Art Wall Jr.            | Stany Zjednoczone     | -4     | 1           |
| 1958                                                       | Arnold Palmer           | Stany Zjednoczone     | -4     | 1           |
| 1957                                                       | Doug Ford               | Stany Zjednoczone     | -5     | 3           |
| 1956                                                       | Jack Burke Jr.          | Stany Zjednoczone     | +1     | 1           |
| 1955                                                       | Cary Middlecoff         | Stany Zjednoczone     | -9     | 7           |
| 1954                                                       | Sam Snead (3)           | Stany Zjednoczone     | +1     | Playoff (2) |
| 1953                                                       | Ben Hogan (2)           | Stany Zjednoczone     | -14    | 5           |
| 1952                                                       | Sam Snead (2)           | Stany Zjednoczone     | -2     | 4           |
| 1951                                                       | Ben Hogan               | Stany Zjednoczone     | -8     | 2           |
| 1950                                                       | Jimmy Demaret (3)       | Stany Zjednoczone     | -5     | 2           |
| 1949                                                       | Sam Snead               | Stany Zjednoczone     | -6     | 3           |
| 1948                                                       | Claude Harmon           | Stany Zjednoczone     | -9     | 5           |
| 1947                                                       | Jimmy Demaret (2)       | Stany Zjednoczone     | -7     | 2           |
| 1946                                                       | Herman Keiser           | Stany Zjednoczone     | -6     | 1           |
| 1943-45: Turniej nie odbył się z powodu II wojny światowej |                         |                       |        |             |
| 1942                                                       | Byron Nelson (2)        | Stany Zjednoczone     | -8     | Playoff (2) |
| 1941                                                       | Craig Wood              | Stany Zjednoczone     | -8     | 3           |
| 1940                                                       | Jimmy Demaret           | Stany Zjednoczone     | -8     | 4           |
| 1939                                                       | Ralph Guldahl           | Stany Zjednoczone     | -9     | 1           |
| 1938                                                       | Henry Picard            | Stany Zjednoczone     | -3     | 2           |
| 1937                                                       | Byron Nelson            | Stany Zjednoczone     | -5     | 2           |
| 1936                                                       | Horton Smith (2)        | Stany Zjednoczone     | -3     | 1           |
| 1935                                                       | Gene Sarazen            | Stany Zjednoczone     | -6     | Playoff (2) |
| 1934                                                       | Horton Smith            | Stany Zjednoczone     | -4     | 1           |

Cyfry w nawiasie pokazują ilu graczy brało udział w playoffie, natomiast cyfry przy nazwiskach zawodników określają, który raz gracz triumfuje w turnieju.